# دانیلو پورتوگال
دانیلو پورتوگال (به پرتغالی: Danilo Portugal Bueno Ferreira) هافبک اهل برزیل است که در شهر گوییاس و در تاریخ ۱۰ مهٔ ۱۹۸۳ به دنیا آمده‌است.
دانیلو پورتوگال در تیم‌های فوتبال Goiás سابقهٔ حضور دارد.